# Państwo muszyńskie

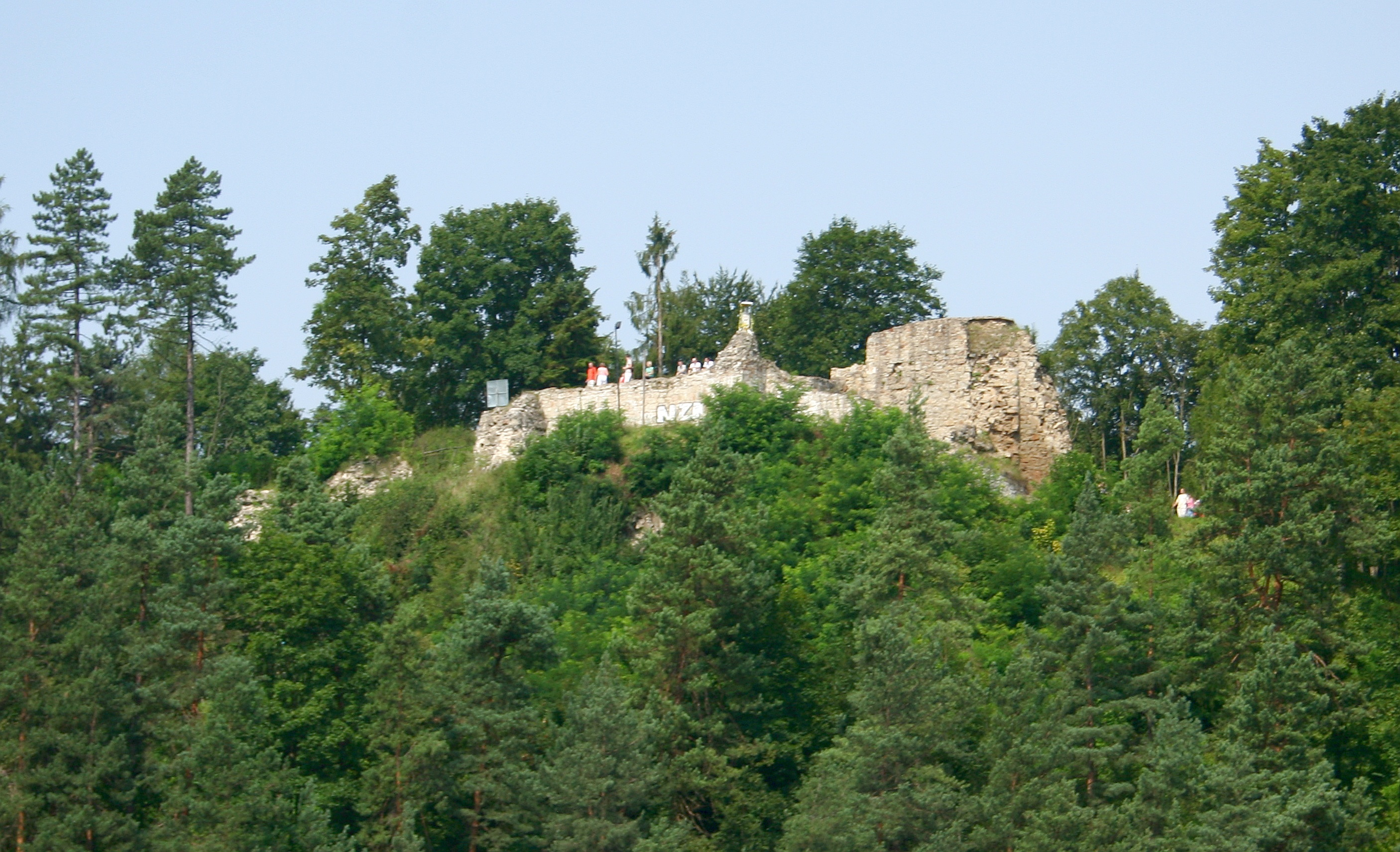
Ruiny zamku w Muszynie, siedziby starostów państwa muszyńskiego

Państwo muszyńskie (starostwo muszyńskie), zwane też kluczem muszyńskim, kresem biskupim państwa, kresem muszyńskim lub Biskupszczyzną – historyczne latyfundium w powiecie nowosądeckim przy granicy ze Słowacją (niegdyś zwaną Górnymi Węgrami), z centrum administracyjnym w Muszynie, o obszarze ok. 450 km², dysponujące własną administracją, sądownictwem i wojskiem, istniejące od XIII wieku do 1781 roku.

## Historia

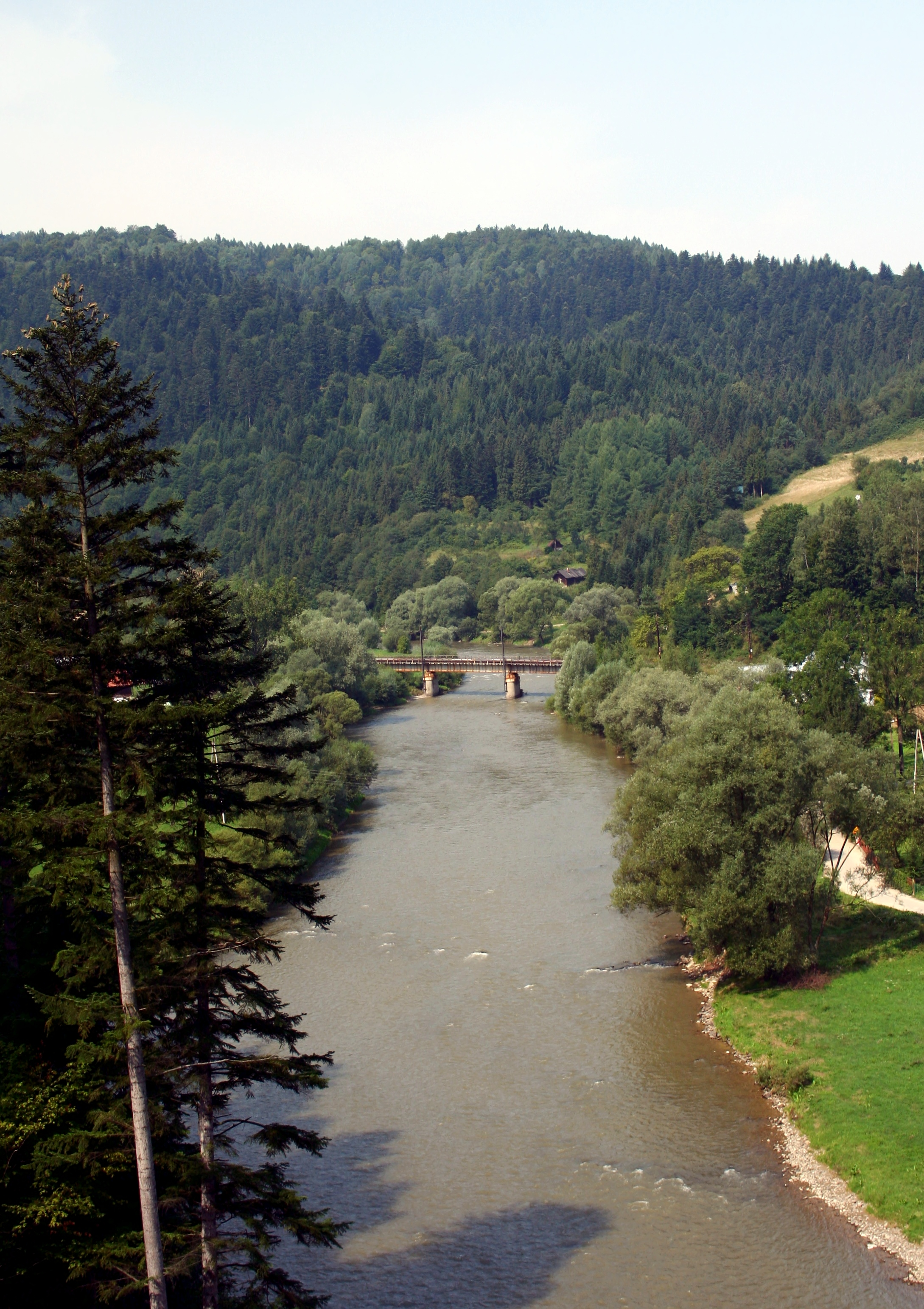
Poprad we wsi Leluchów na dawnym terytorium państwa muszyńskiego

Państwo muszyńskie powstało prawdopodobnie około 1288 roku po tym, jak Muszyna z przyległościami została zapisana w testamencie przez Wysza Niegowickiego, scholastyka kapituły krakowskiej, biskupowi Pawłowi z Przemankowa. Dobra te utracił biskup krakowski Jan Muskata w okresie rządów księcia Władysława Łokietka, prawdopodobnie za działania przeciw niemu w czasie buntu wójta Alberta. Później, do przełomu XIV i XV wieku, latyfundium muszyńskie należało do dóbr królewskich, po czym w 1391 roku, za panowania Władysława Jagiełły, zostało odzyskane dla biskupstwa krakowskiego przez biskupa Jana z Radliczyc (według niektórych źródeł nastąpiło to przed 1448 rokiem, za panowania biskupa krakowskiego Zbigniewa Oleśnickiego).
W 1391 roku król Władysław Jagiełło miał nadać biskupom krakowskim i włączyć do państwa muszyńskiego pobliski Tylicz (wówczas Miastko); rzekomy dokument Jagiełły zawierający to nadanie uznawany jest za XVI-wieczny falsyfikat.

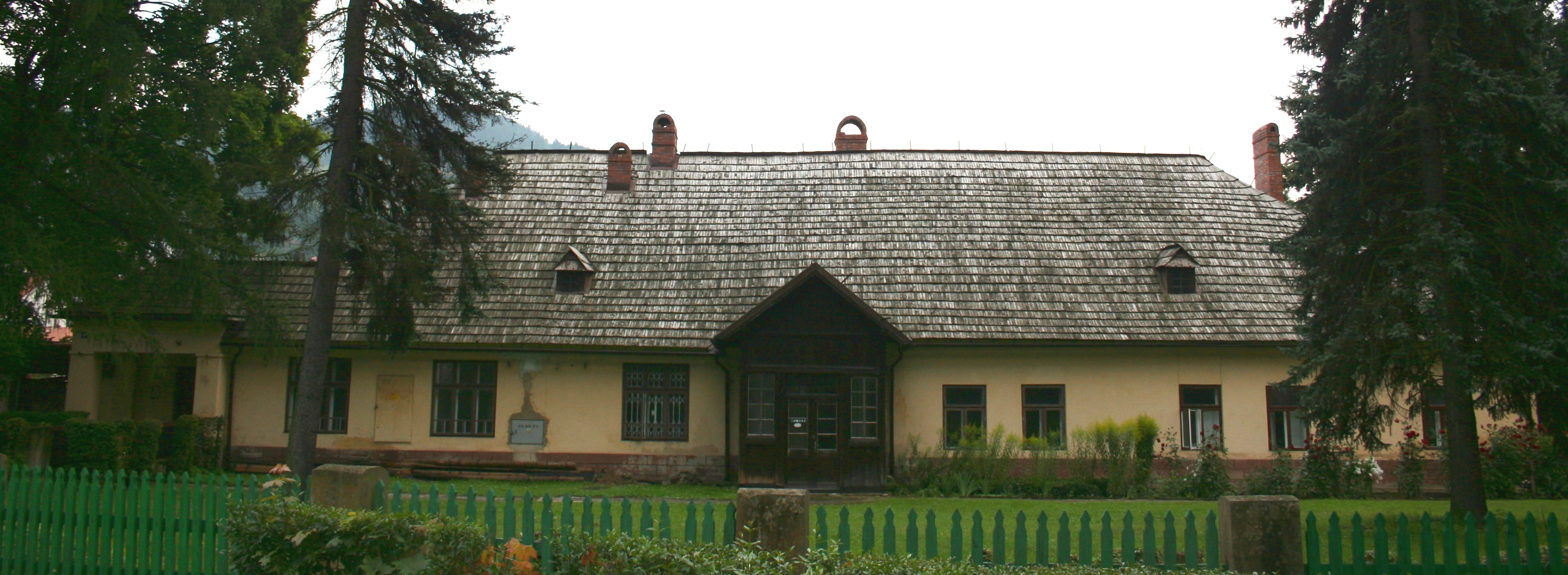
Dwór starostów państwa muszyńskiego w Muszynie, część podzamkowego zespołu dworskiego (fotografia z 2008 roku)

Państwo muszyńskie należało do biskupów krakowskich do 1781 roku, kiedy przeszło na własność rządu austriackiego jako dobra kameralne; znajdujące się tam majątki przeznaczono na tzw. fundusz religijny. Wcześniej, w sierpniu 1770 roku, tereny te oderwano od Polski i przyłączono do Węgier. Po I rozbiorze Polski włączono je do Galicji.
W osadach wiejskich państwa muszyńskiego przeważała ludność wołosko-ruska (Łemkowie); ludność polska była skoncentrowana w dwu miastach, Muszynie i Tyliczu, i nielicznych okolicznych wsiach. Około 1785 roku latyfundium liczyło 16 885 mieszkańców, w tym 14 919 ludności wyznania greckokatolickiego, 1863 ludności katolickiej oraz 103 osoby wyznania mojżeszowego.
W 1958 roku w Muszynie otwarto Muzeum Regionalne PTTK państwa muszyńskiego; posiada ono przeszło 2000 eksponatów, w tym podróżny sepet biskupi z XVI wieku; na jego zewnętrznej ściance namalowano wizerunek Świętej Rodziny, a na wieku od wewnątrz herb Pomian i insygnia biskupie (do motywu insygniów biskupich nawiązuje również herb Muszyny). W 2010 roku podjęto przebudowę budynku muzeum.
W okresie istnienia latyfundium plagą tych okolic było zbójnictwo; obecnie przez rejon Muszyny przebiega międzynarodowy Szlak Zbójników Karpackich (karpaccy zbójnicy działający na pograniczu polsko-słowacko-ukraińskim byli często nazywani beskidnikami; uprawiali swój proceder również w Bieszczadach).

### Historyczne ziemie państwa muszyńskiego
W skład państwa muszyńskiego weszły ostatecznie 2 miasta (Muszyna i Tylicz) i 47 wsi; obejmowało ono w całości lub częściowo tereny dzisiejszych gmin Muszyna, Krynica-Zdrój, Łabowa, Uście Gorlickie.

#### Podział w 1867 roku
W 1867 roku historyczne tereny państwa muszyńskiego rozdzielono między powiaty sądecki i grybowski.
Do powiatu sądeckiego weszły:
- Andrzejówka, Dubne, Jastrzębik, Krynica, Krzyżówka, Leluchów, Łabowa, Łabowiec, Łosie, Milik, Muszyna, Muszynka, Maciejowa, Nowa Wieś, Powroźnik, Roztoka Mała, Roztoka Wielka, Szczawnik, Słotwiny, Składziste, Tylicz, Uhryń, Wojkowa, Wierchomla Wielka, Wierchomla Mała, Zubrzyk, Złockie, Żegiestów

Do powiatu grybowskiego należały:
- Banica, Bieliczna, Berest, Brunary Niżne, Brunary Wyżne, Czarna, Czertyżne, Czyrna, Florynka, Izby, Jaśkowa, Kamianna, Kotów, Mochnaczka Niżna, Mochnaczka Wyżna, Piorunka, Polany, Śnietnica, Stawisza, Wawrzka

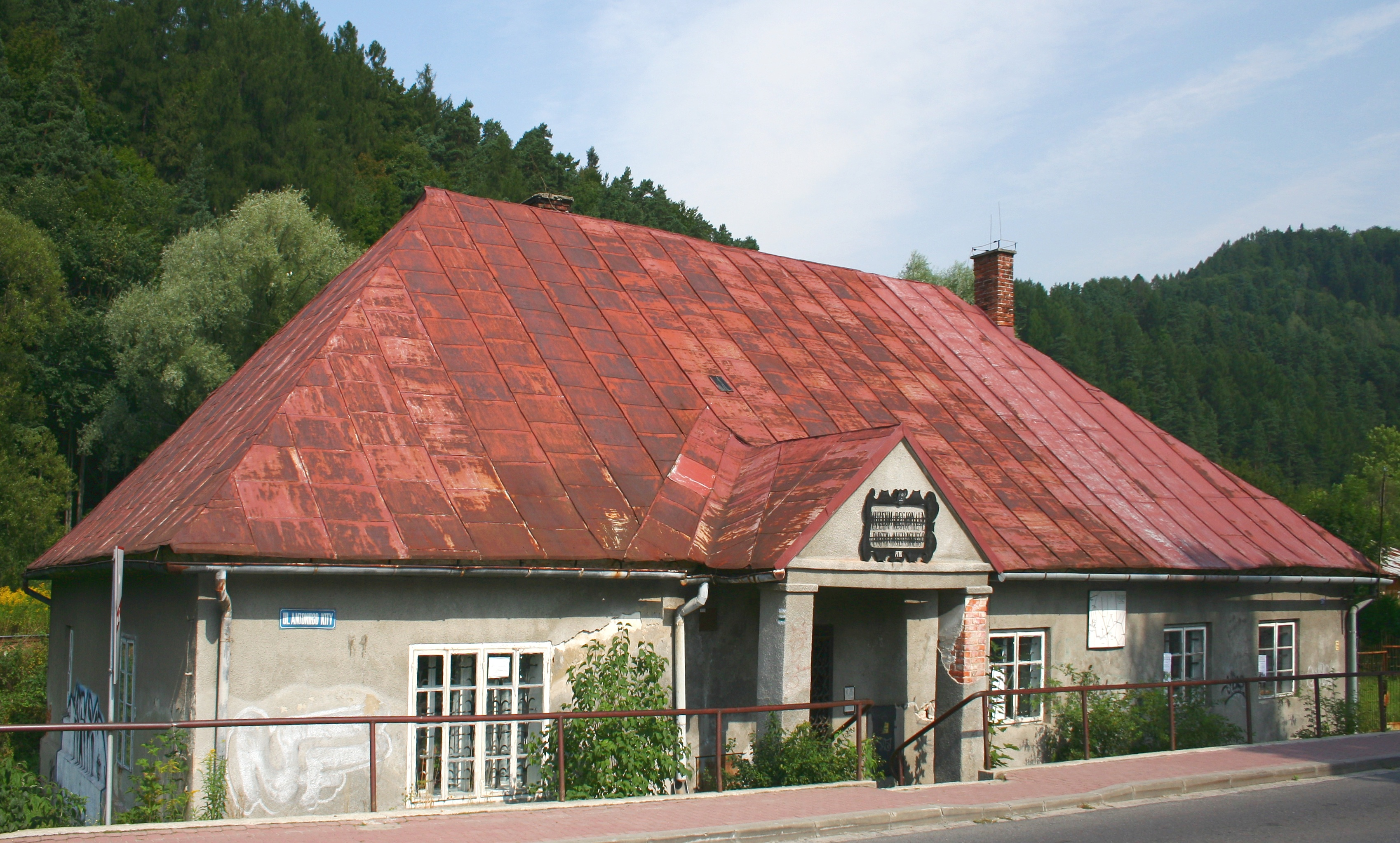
Budynek Muzeum Państwa Muszyńskiego w Muszynie (wygląd w 2008 roku, przed pracami remontowymi w 2010 roku) – dawny zajazd wzniesiony prawdopodobnie na przełomie XVIII i XIX wieku, stanowiący część podzamkowego zespołu dworskiego

### Siły zbrojne państwa muszyńskiego
Naczelnym dowódcą wojskowym na terytorium latyfundium był starosta muszyński; do pomocy miał on przybranych rotmistrza i poruczników.

#### Harnicy
Główną część sił zbrojnych państwa muszyńskiego tworzyła piechota, tzw. harnicy, w liczbie od 200 (w czasie pokoju) do 600 (w czasie wojny). Muszyńscy harnicy uczestniczyli m.in. w obronie Krakowa (1655), Sandomierza i Nowego Sącza w czasie potopu szwedzkiego, a także w bitwie pod Wiedniem w 1683 roku (pod wodzą hetmana Stanisława Jana Jabłonowskiego, który zimował w Muszynie, wracając spod Wiednia do Polski).

#### Dragonia biskupia
Państwo muszyńskie dysponowało również jazdą – dragonią biskupią; służyli w niej wyłącznie sołtysi. Oddział dragonów muszyńskich w sile 200 ludzi uczestniczył w oswobodzeniu Nowego Sącza od Szwedów 13 grudnia 1655 roku.

#### Pospolite ruszenie
Wszyscy mężczyźni zdolni do noszenia broni mieszkający na terenie latyfundium mieli obowiązek posiadania rynsztunku wojskowego i uczestniczyli w comiesięcznych musztrach pod nadzorem starosty; brali w nich udział na zmianę coraz to nowi kmiecie, dzięki czemu do wojny przygotowani byli wszyscy mieszkańcy państwa muszyńskiego.